# Шудумка (приток Большой Кокшаги)

Шудумка — река в России, протекает в Кировской области. Устье реки находится в 220 км по правому берегу Большой Кокшаги. Длина реки — 20 км, площадь водосборного бассейна — 83,4 км².
Исток реки к северу деревни Новоберёзовка в 14 км к юго-западу от Кикнура. Течёт на юго-восток, протекает деревни Большой Шудум и Куршаки, у деревни Улеш впадает в Большую Кокшагу. Притоки — Грязнушка, Шоплянка (правые).

## Данные водного реестра
По данным государственного водного реестра России, относится к Верхневолжскому бассейновому округу, водохозяйственный участок реки — Волга от Чебоксарского гидроузла до города Казань, без рек Свияга и Цивиль, речной подбассейн реки — Волга от впадения Оки до Куйбышевского водохранилища (без бассейна Суры). Речной бассейн реки — Верхняя Волга до Куйбышевского водохранилища (без бассейна Оки).
По данным геоинформационной системы водохозяйственного районирования территории РФ, подготовленной Федеральным агентством водных ресурсов:
- Код водного объекта в государственном водном реестре — 08010400712112100000602
- Код по гидрологической изученности (ГИ) — 112100060
- Код бассейна — 08.01.04.007
- Номер тома по ГИ — 12
- Выпуск по ГИ — 1